# Niculești
Niculești là một xã thuộc hạt Dâmbovița, România. Dân số thời điểm năm 2002 là 4556 người.